# Ławki (Mazovie)
Pour les articles homonymes, voir Ławki.
Ławki (prononciation : [ˈwafki]) est un village polonais de la gmina de Prażmów dans le powiat de Piaseczno de la voïvodie de Mazovie dans le centre-est de la Pologne.
Il se situe à environ 10 kilomètres à l'est de Prażmów (siège de la gmina), 14 kilomètres au sud de Piaseczno (siège du powiat) et à 31 kilomètres au sud de Varsovie (capitale de la Pologne).

## Histoire
De 1975 à 1998, le village appartenait administrativement à la voïvodie de Varsovie.